# Felisha Johnson
Felisha Johnson (* 24. Juli 1989 in Indianapolis, Indiana) ist eine US-amerikanische Leichtathletin, die sich auf das Kugelstoßen spezialisiert hat.

## Sportliche Laufbahn
Felisha Johnson wuchs in Indiana auf und studierte ab 2009 an der Indiana State University. 2011 und 2013 wurde sie NCAA-College-Hallenmeisterin im Gewichtweitwurf und 2013 startete sie im Kugelstoßen bei der Sommer-Universiade in Kasan und belegte dort mit einer Weite von 17,47 m den sechsten Platz. 2016 nahm sie an den Olympischen Sommerspielen in Rio de Janeiro teil und schied dort mit 17,69 m in der Qualifikationsrunde aus. 
2015 wurde Johnson US-amerikanische Hallenmeisterin im Gewichtweitwurf.